# Tiszáninneni Református Egyházkerület
A Tiszáninneni Református Egyházkerület a XVIII. században alakult ki, bár már az 1646-os szatmárnémeti zsinaton is felvetődött az egyházkerület, valamint a püspökválasztás gondolata, de akkor az esperesek meghiúsították a terveket. Korábban a négy esperesség (borsodinak, abaúji, a zempléni, ungvári) rendelkezett püspöki jogokkal, valamint a közeli Egri püspökség is gátolta a közös vezetésű egyházkerület kialakítását. Változást III. Károly király 1725. augusztus 9-én kelt rendelete hozott, melyben vizsgálatot indíttatott a protestánsok vezetőivel kapcsolatban; mikor milyen hatáskörrel és ki által kinevezve kerültek tisztségükbe. A tiszáninneni reformátuss egyházkerület a következő espereseket jelentette, szuperintendensi (püspöki) pozícióban: Thury Sámuelt, abaúj-tornai egyházmegye, Pósaházy István zempléni esperes, Diószeghy K. György ungi esperes, valamint Szokolyai Hartó István borsod-gömör-kishonti esperes. A felmérésből zavaros hierarchiai viszonyok bontakoztak ki, különösen a Tisza vidékén.
1731. március 21-én jelent meg a Carolina resolutio, III. Károly király vallásügyi rendelete, mely arra késztette a református egyházat, hogy rendezzék a területi és vezetői kérdéseket. Az egyházkerület- és püspökkérdés rendezésének fontosságát Vay Ábrahám és Ráday Pál is felismerte és közös vitára hívta a vallási és világi vezetőket 1732-ben Mezőcsátra. Az itt született határozat még ragaszkodott a fennálló állapotok megtartásához. Közben Károly leiratban tiltatta be azon egyházi vezetők működését, akik tisztségük viselésére nem a királytól kaptak engedélyt. Ráday ismerte a kormány álláspontját, mely az egységes kerület kialakítás volt, ezért 1733. január 6-án Hernádnémetiben ültek össze, hogy püspököt válasszanak és megszüntessék a „venerabilis unio”-t, azaz az egyházmegyék püspök nélküli, esperesek vezette szövetségét.
A püspöki címre négyen pályáztak a három egyházmegyéből (Ung kimaradt a jelölésből). Szentgyörgyi Sámuel és Nádudvari Sámuel képviselte Borsod-Gömör-Kishontot, Göböli András Abaúj-Tornát, Bogáti Balázs pedig Zemplént. A szavazáson Szentgyörgyi Sámuelt választották meg a Tiszáninneni Református Egyházkerület első püspökének. A megszületett döntés jegyzőkönyvét hatan hitelesítették, hárman egyházi részről: Szokolyai Hartó István borsod-gömör-kishonti esperes, Szentandrási Mihály abaúj-tornai esperes, Mihályi István a zempléni esperes meghatalmazottja, és ugyanannyian világi oldalról: Dőry András, Szemere László és Szatmári Király György. A meghozott döntés eredményeit a király és Helytartótanács elé terjesztették, és 1734. október 20-án kiadták a II. Carolina resolutiot, az egyházkerületekről.

## Az egyházkerület püspökei

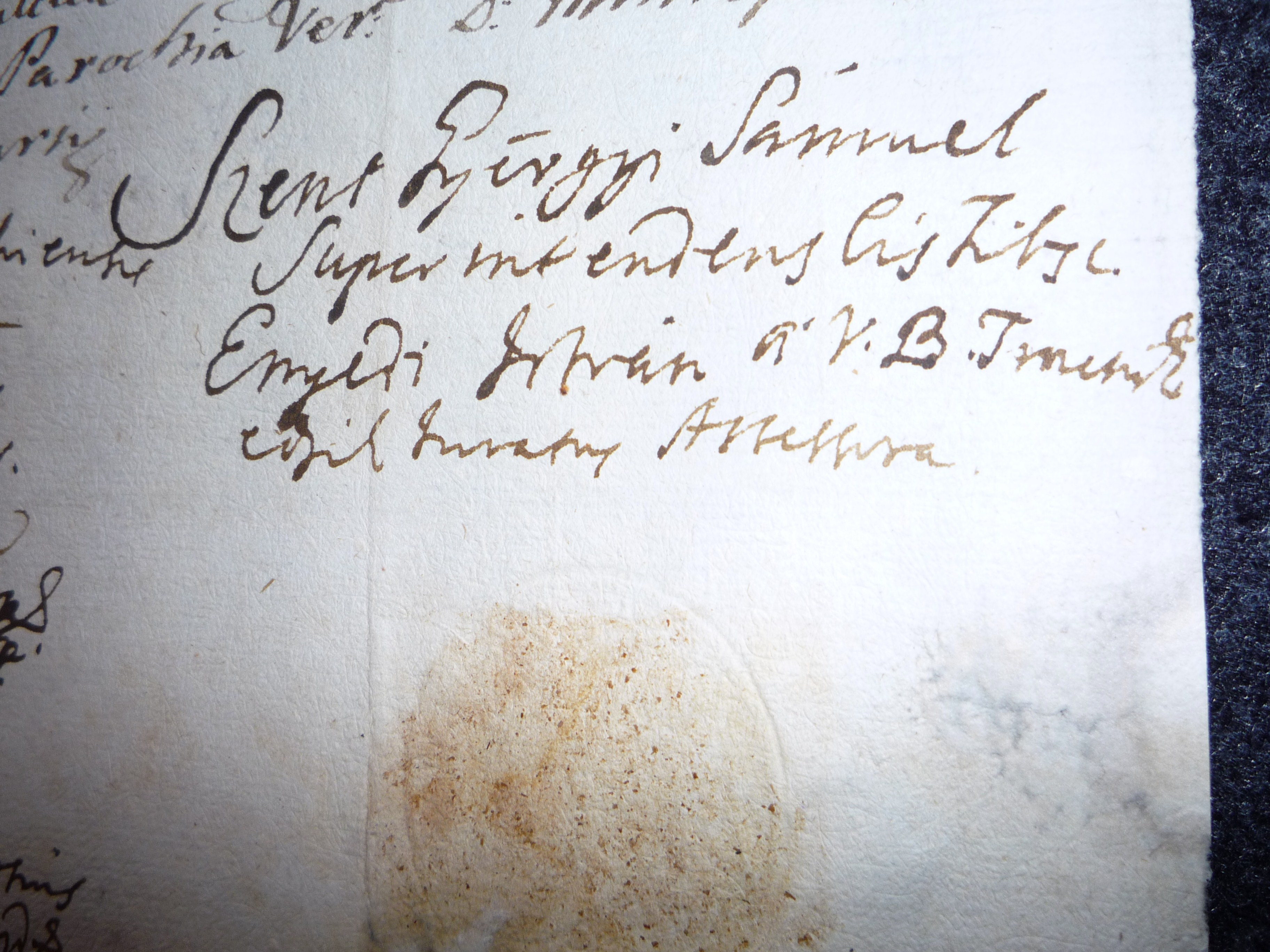
Az első szuperintendens (püspök) aláíráa

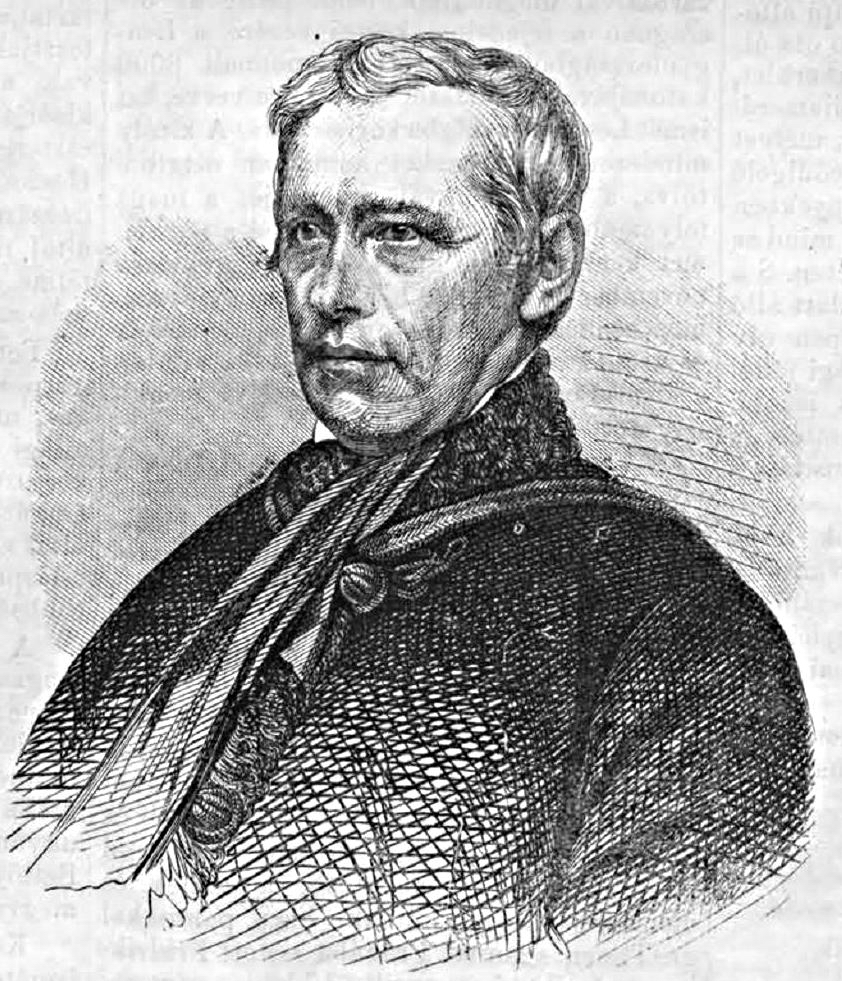
Zsarnay Lajos püspök

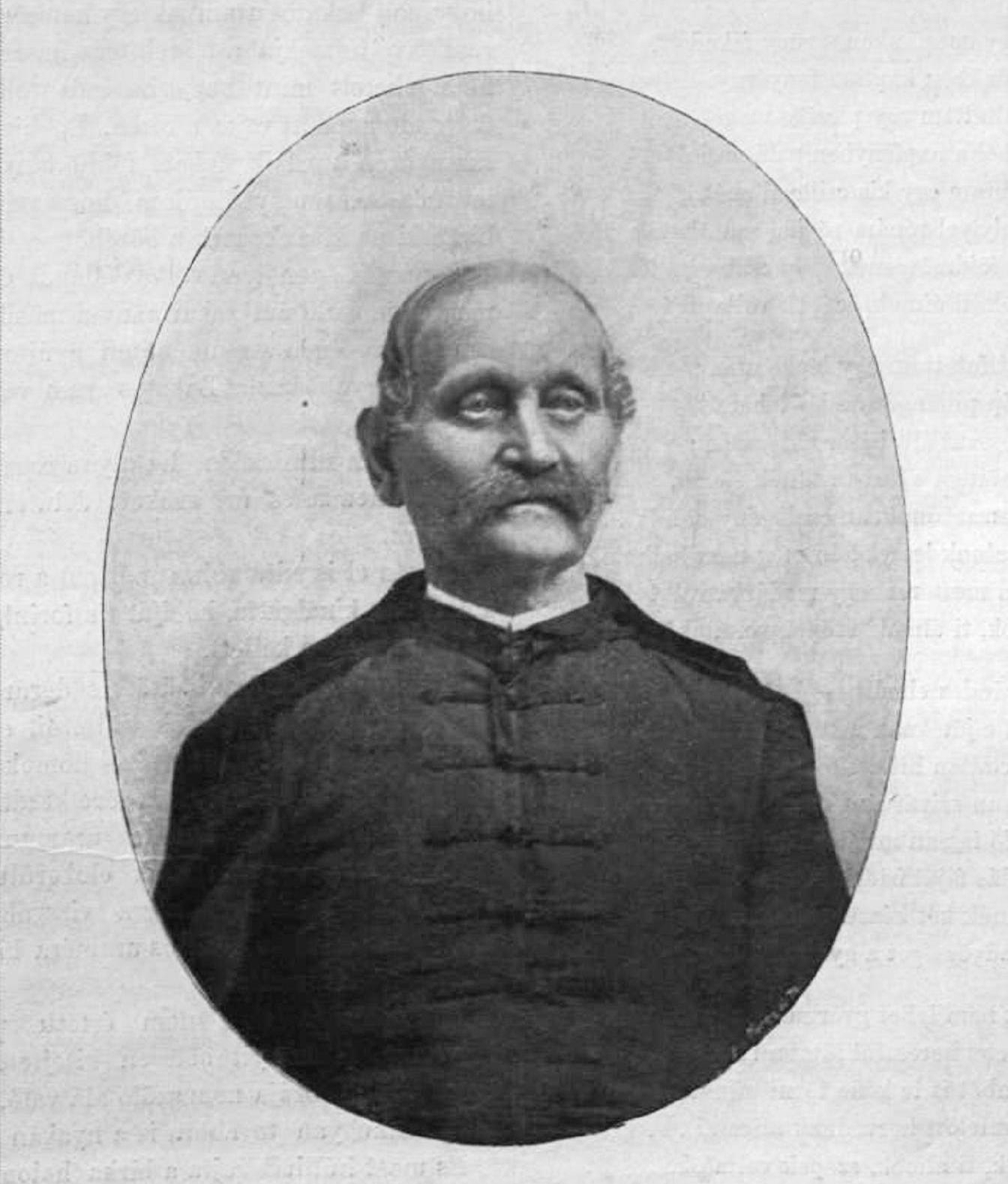
Kun Bertalan miskolci lelkipásztori működésnek 50. évfordulóján megjelent kép a Vasárnapi Ujságban

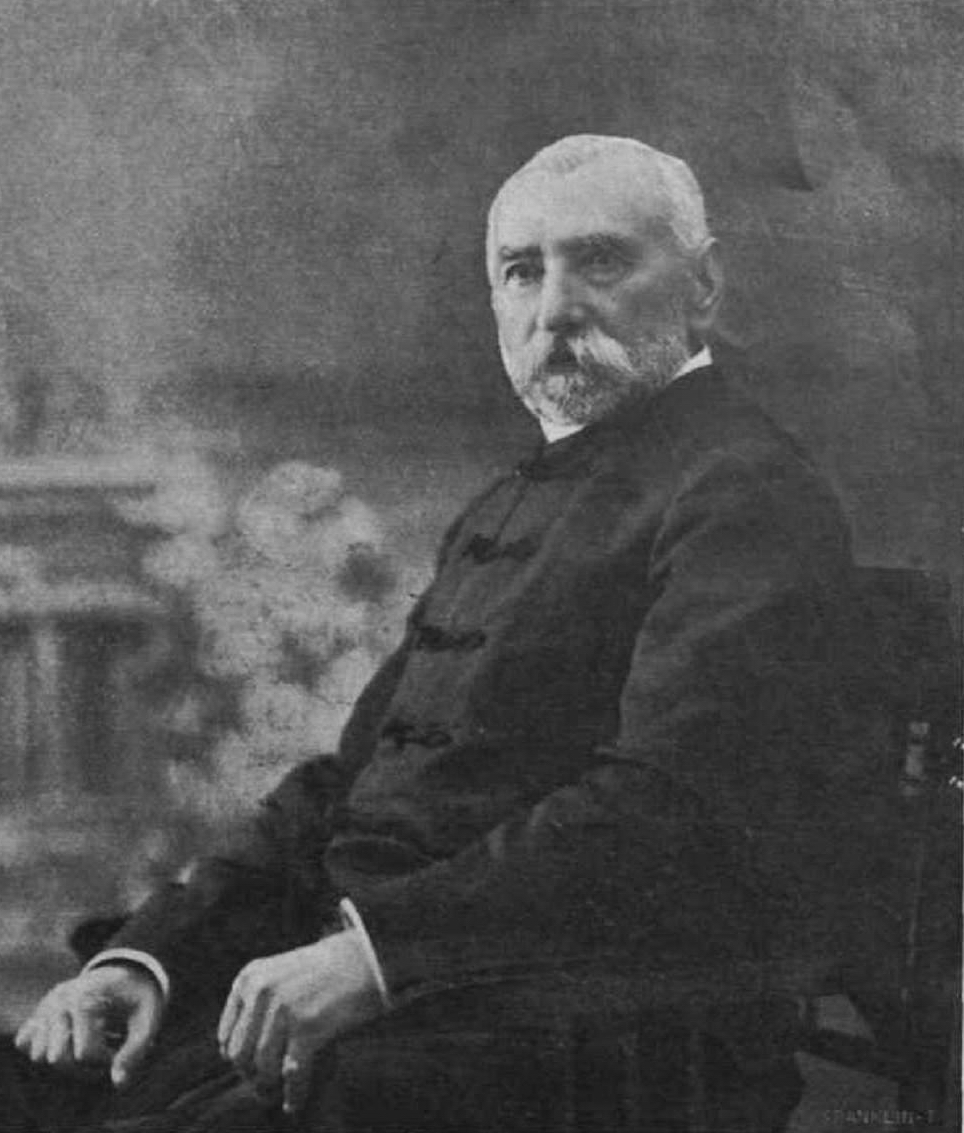
Fejes István

| N   | Név                     | Szolgálati idő | Megjegyzés |
| --- | ----------------------- | -------------- | --- |
| 1.  | Szentgyörgyi Sámuel     | 1735–1745      | rimaszombati lelkész |
| 2.  | Csáji Márton            | 1745–1770      | miskolci lelkész |
| 3.  | Szalay Sámuel           | 1770–1792      | rimaszombati lelkész |
| 4.  | Szathmári Paksi Ábrahám | 1792–1797      | mezőkeresztesi lelkész |
| 5.  | Őri Fülep Gábor         | 1799–1823      | sajószentpéteri lelkész, 1797-ben helyettes püspökké választottak következési joggal, majd 1799-től lett valóságos püspök |
| 6.  | Szathmári Paksi József  | 1823–1848      | miskolci lelkész, Szathmári Paksi Ábrahám fia |
| 7.  | Apostol Pál             | 1848–1860      | miskolci lelkész, Szathmári Paksi József veje |
| 8.  | Zsarnay Lajos           | 1860–1866      | sárospataki tanár, miskolci lelkész |
| 9.  | Kun Bertalan            | 1866–1910      | miskolci lelkész |
| 10. | Fejes István            | 1910–1913      | sátoraljaújhelyi lelkész |
| 11. | Tüdős István            | 1914–1918      | miskolci lelkész, aki 1866. december 22-én született Alsómihályiban és 1918. október 8-án Miskolcon hunyt el spanyolnáthában. A Deszkatemetőben lévő sírját 2012-ben megrongálták, csakúgy mint a szintén itt nyugvó másik püspökét, Kun Bertalanét. |
| 12. | Révész Kálmán           | 1918–1931      | miskolci lelkész (Debrecen, 1860. augusztus 11. – Miskolc, 1931. december 4.), fia, Révész Imre a Tiszántúli egyházkerület püspöke volt. |
| 13. | Farkas István           | 1932–1941      | miskolci lelkész |
| 14. | Enyedy Andor            | 1942–1951      | (Szirénfalva, 1888. október 5. – Budapest, 1966. július 11.), miskolci lelkész |
| 15. | Darányi Lajos           | 1957–1964      | sárospataki lelkész (Kisgejőc, 1905. augusztus 24. – Sárospatak, 1971. november 28.) |
| 16. | Ráski Sándor            | 1965–1977      | (Kassa, 1920. december 1. – Bécs, 1977. július 10.), miskolci lelkész |
| 17. | Kürti László            | 1977–1990      | (Hajdúszoboszló, 1931. augusztus 15. – Miskolc, 2013. március 2.), református lelkész, 1960-tól 1970-ig az MRE Zsinati Irodája külügyi, ezután a tanulmányi osztályának volt munkatársa, ezzel párhuzamosan a Debreceni Református Theológiai Akadémia ószövetségi tanszékének tanára; 1972–1977 között főigazgatója volt a Debreceni Református Kollégiumnak; 1977–1991 között a Református Világszövetség Európai Területi Bizottságának alelnöke; a Prágai Keresztény Békekonferencia folytatólagos bizottságának 1985-től tagja; 1985-től a rendszerváltásig: Borsod-Abaúj-Zemplén országgyűlési képviselője. |
| 18. | Mészáros István         | 1990–2002      | Kisgyőr, Miskolc–avasi gyülekezet lelkipásztora |
| 19. | Csomós József           | 2003–2021      | gönci lelkipásztor |
| 20. | Pásztor Dániel          | 2021–2024      | sajóvelezdi lelkipásztor |
| 21. | Barna Sándor            | 2024–          | Rásonysápberencs, Kázsmárk, Halmaj és Kiskinizs települések lelkipásztora, korábbi egyházkerületi lelkészi főjegyző |

## Egyházmegyék

### Egyházmegyék az 1799-es területi átszervezés előtt
Az 1799-es átszervezés előtt négy egyházmegye létezett, amelyek a XVI–XVII. században alakultak ki, ezek voltak: az abaúji, borsodi-gömör-kishont, zempléni és ungi.

#### Abaúj megyei

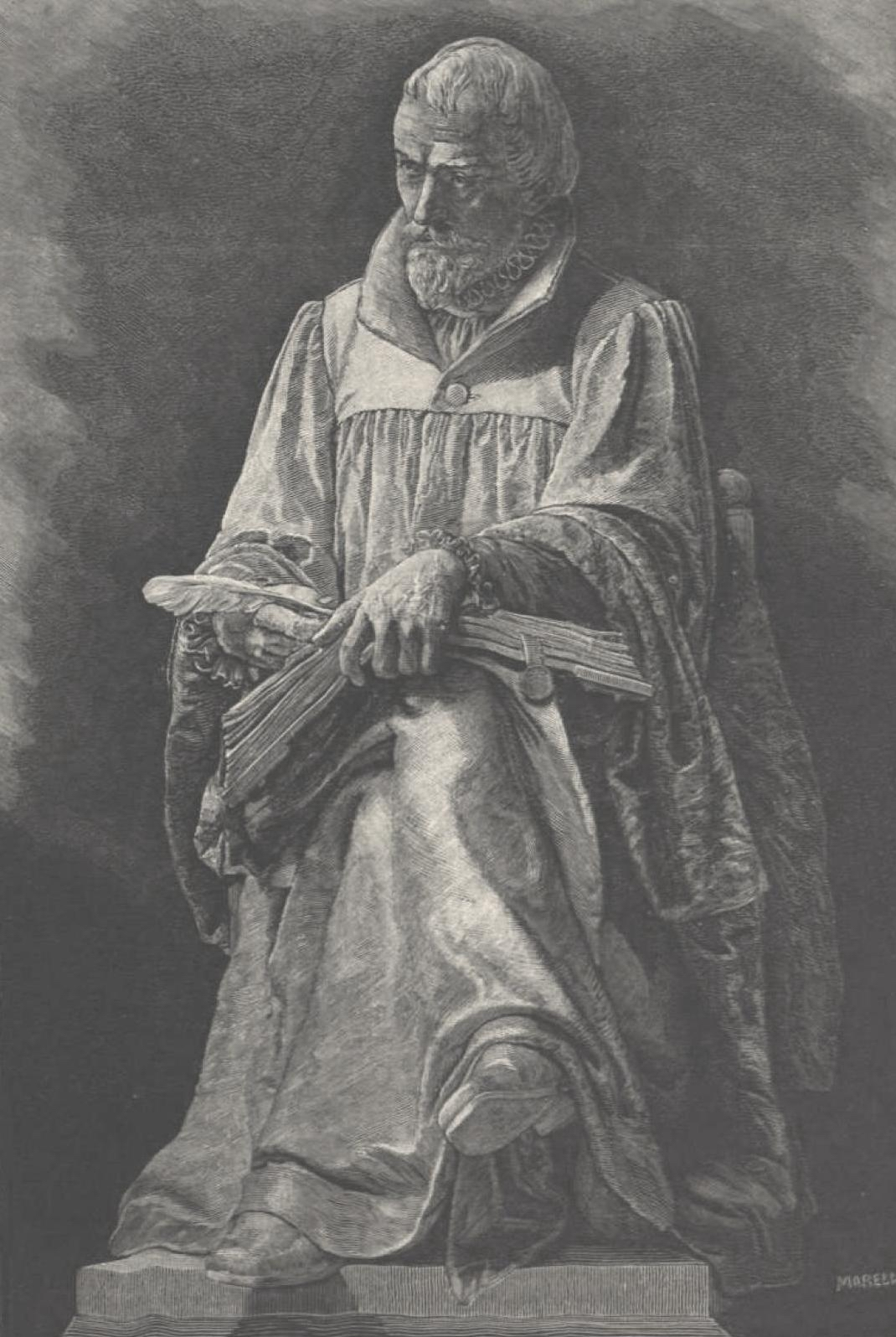
Károli Gáspár szobra Göncön

XVI. században kassavölgyi néven is előfordul és nem csupán Abaúj, hanem Zemplén és Szabolcs vármegyében fekvő gyülekezetek is tartoztak hozzá. A XVII. század elejére tornai gyülekezetek nagyobb részében, a század derekán pedig a Sárosban levők is beleolvadtak. A XVIII. század végén 108 egyházat foglalt magába.
1595-ben került kinyomtatásra a felsőmagyarországi cikkek néven ismert Az 55 cikkből álló törvénykönyv, amely az egyházigazgatás és egyházi élet számos mozzanatát öleli fel, és az egyházi fegyelemről is részletesen intézkedik.
Esperesei:
| Sorszám     | Név                       | Szolgálati idő                         | Megjegyzés                                                                |
| ----------- | ------------------------- | -------------------------------------- | ------------------------------------------------------------------------- |
| 1.          | Károlyi Gáspár            | említve 1564-ben, majd haláláig (1591) |                                                                           |
| 2.          | Szegedi Tamás             | 1592–?                                 | tállyai lelkész                                                           |
| 3.          | Szikszai Siderius János   | említve 1598, 1604                     | tarcali, szepsi lelkész.                                                  |
| 4.          | Szentandrási István       | (1605. júl.) 1609-ig                   | tarcali lelkész                                                           |
| 5.          | Tardi György              | 1610–1622                              | abaújszántói lelkész, énekszerző. (†Abaújszántó, 1622. december 3.)       |
| 6.          | Szepsi Láni Mihály        | 1623–1634                              | tarcali lelkész                                                           |
| 7.          | Kovásznai Imre            | 1635–1638                              | szepsi lelkész                                                            |
| 8.          | Varsányi Dániel           | 1638–1644                              | tokaji lelkész                                                            |
| 9.          | Tolnai Dali János         | 1645–1646                              | tokaji lelkész                                                            |
| 10.         | Ványai János              | 1646–1653                              | tarcali lelkész                                                           |
| 11.         | Zebegnyei János           | említve 1655. május és 1665            | tokaji, gönci lelkész                                                     |
| 12.         | Szendrei György           | említve 1668. szeptember, 1673-ig      | tállyai lelkész                                                           |
| interregnum |                           |                                        |                                                                           |
| 13.         | Somosi Petkó János        | 1681–1684                              | megyaszói, mádi lelkész                                                   |
| 14.         | Gyöngyösi M. András       | 1684–1689                              | tállyai lelkész                                                           |
| 15.         | Szécsi István             | 1689–1706                              | mádi lelkész                                                              |
| 16.         | Borosjenei György         | 1706–1710                              | tállyai lelkész                                                           |
| 17.         | Zemlényi R. Ferenc        | 1710–1723                              | tállyai lelkész                                                           |
| 18.         | Szentandrási Simon Mihály | 1733–1751                              | nagyidai, szerencsi lelkész                                               |
| 19.         | Nádudvari Mihály          | 1751–1754                              | tállyai lelkész                                                           |
| 20.         | Váczi Nagy István         | 1755–1762                              | kassai, tállyai lelkész, meghalt Tállyán, 1765. december 22-én            |
| 21.         | Szentandrási Simon István | 1762–1764                              | szerencsi lelkész                                                         |
| 22.         | Petrahai János            | 1764–1789                              | tállyai lelkész, eghalt Tállyán, 1789. november 27-én, 80 éves korában    |
| 23.         | Kapczy István             | 1789–1793                              | alsószendi, gagybátori lelkész                                            |
| 24.         | Tasnádi Székely István    | 1793–1800                              | szepsi lelkész, aki az újjá alakult egyházmegyében is folytatta működését |

#### Borsod-gömör-kishonti egyházmegye
Eleinte csak Borsodi majd a XVI. század végétől kezdve gyakran borsod-gömör-kishonti egyházmegye néven emlegették. Neve azonban csak részben fedte azt a területet, amelyből anyaegyházak a felügyeletet alá tartoztak; Torna, Abaúj, Zemplén és Heves megyékből is tartoztak hozzá gyülekezetek, illetve a Nógrád vármegyei Losonc és Fülek is hozzá tartozott. A XVIII. század végén 148 egyházat foglalt magába.
A XVI. század végéről külön kánonai maradtak fenn, melyek borsod-gömör-kishonti cikkek néven ismeretesek. Ezek a rendelkezések melyek kiterjednek a papi kötelezettségekre, a tanítók alkalmasságára való kötelezettségre, nem sokkal a felsőmagyarországi cikkek 1595-ös megfogalmazása után születtek. Kivonul a törvénykezés bizonyos területeiről, a tíz parancsolat betartását is a világi törvénykezésre bízza. Valószínű, hogy a nemrég alakult egyházmegye különállását kívánta kifejezni a részletes rendelkezés sorozat.
Esperesei
Az első négy esperes még a borsodi, az őket követőek már a borsod-gömör-kishonti esperesség vezetői.
| Sorszám | Név                         | Szolgálati idő                                       | Megjegyzés |
| ------- | --------------------------- | ---------------------------------------------------- | --- |
| 1.      | Mohi Ferenc                 | említve 1566. január                                 | szikszói lelkész, a reformáció fontos személyisége: 1545 szeptemberében jelen van, azon az erdődi zsinaton is, amelyet az első protestáns zsinatként tartanak számon |
| 2.      | Hevesi Mihály               | említve 1568. június                                 | miskolci első protestáns prédikátora Wittenbergben, 1555-ben Melanchton Fülöp avatta pappá. Miskolci prédikátorsága (1566–1588) után Szikszón működött., 1593-ban halt meg |
| 3.      | Szikszai Hellopaeus Bálint  | 1571-től                                             | egri pap |
| 4.      | Hevesi Mihály               | említve 1579. november, 1591. november               | (másodszor) miskolci, szikszói lelkész |
| 5.      | Sárközi Tálas János         | 1592 tavasza, 1593-ig                                | egri lelkész |
| 6.      | Tolnai L. Vince             | említve 1596. február, 1600. január                  | sajószentpéteri lelkész – más vélekedés szerint 1584 és 1596 között volt esperes |
| 7.      | Ungvári András              | említve 1607. június, 1612 eleje tájáig              | miskolci lelkész |
| 8.      | Nagytállyai Fabricius Tamás | 1612 tavaszától (utoljára említve 1617 december)     | szikszói majd máshova való lelkész |
| 9.      | Szegedi Benedek             | 1638 tavaszáig                                       | sajószentpéteri lelkész |
| 10.     | Geleji Gáspár               | 1638. július 7.–1645. január 29                      | szikszói lelkész |
| 11.     | Jánosi Bálint               | említve 1646 február és 1655                         | szikszói lelkész |
| 12.     | Szentlászlói Bálint         | említve az 1656. évi vizitációs jegyzőkönyvben, 1657 | miskolci lelkész |
| 13.     | Szalóczi Mihály             | (először említve 1665 januárjában) 1674 tavaszáig    | sajószentpéteri lelkész |
| 14.     | Baczoni I. András           | 1674 nyarától 1678                                   | szikszói lelkész |
| 15.     | Szántai Mátyás              | említve 1687-ben                                     | szikszói, selyebi lelkész (Kapossy István neve nem szerepel avizitációs jegyzőkönyvekben, viszont 1678-ban a rimaszombati lelkész szuperintendensként, vagyis püspökként hivatkozik magára) |
| 16.     | Harsányi Móric István       | 1691-ig                                              | rimaszombati lelkész, egyike volt azoknak a papoknak akiket 1674. márciusában Pozsonyba idéztek, és katolikus hitre történő visszatérésüket követelték. Harsányit gályarabságra ítélték és Nápolyba hurcolták, honnan a holland Ruyter tengernagy szabadította ki életben maradt társaival együtt. Szabadulása után másfél évig Svájcban maradt társaival, majd innen nagy kitérővel tért vissza a rimaszombati lelkészi állásba. |
| 17.     | Sziráki István              | 1691 eleje                                           | szendrői lelkész |
| 18.     | Pápai János                 | (első említés 1697-ben) 1708-ig                      | rimaszombati lelkész |
| 19.     | Rimaszombati Mihály         | 1709–1717                                            | miskolci lelkész |
| 20.     | Szokolyai H. István         | 1717-től (utolsó említés 1735 novemberében)          | sajószentpéteri lelkész |
| 21.     | Szentgyörgyi Sámuel         | 1745-ig                                              | rimaszombati lelkész |
| 22.     | Őri Fülöp Pál               | 1745–1773                                            | sajószentpéteri lelkész, a későbbi püspök, Őri Fülöp Gábor édesapja |
| 23.     | Lebo István                 | 1773–1781                                            | sajóbábonyi lelkész |
| 24.     | Szathmári Paksi Ábrahám     | 1781–1792                                            | mezőkeresztesi lelkész, később püspök |
| 25.     | Szőke Ferenc                | 1792–1799                                            | rimaszombati lelkész, (Szentkirályszabadja, 1741. február 10.– Rimaszombat, 1806. március 13), az első magyar nyelvre fordított mechanikai tankönyv lefordítója (A mechanikának rövid summája, kiadva Sárospatak, 1798), melyben 15 fejezetben írja le röviden a mechanika alapvető összefüggéseit. Tevékeny részvevője volt a budai zsinatnak, ahol aljegyzőként működött. Paksi Ábrahám püspök halála után indult a püspök választáson de pár szavazattal lemaradt. Esperesi munkáját a gömöri egyházmegyében folytatta 1799 után. |

#### Zempléni
Az egyházmegye és a vármegye csak részben volt azonos. A vármegye területén több egyházmegyének is voltak gyülekezetei, illetve a Tisza jobb partján fekvő Szabolcsi települések részét képezték az egyházmegyének. A XVII. századig hozzátartoztak az evangélikus gyülekezetek is. Anyaegyházainak száma a XVIII. század elején 85 volt.
Esperesei
| Sorszám     | Név                               | Szolgálati idő                            | Megjegyzés |
| ----------- | --------------------------------- | ----------------------------------------- | --- |
| 1.          | Kopácsi István                    | (említve 1559. augusztus 18-án) 1564-ig   | sárospataki lelkész |
| 2.          | Czeglédi Ferenc                   | 1564/ 1565–1594/ 1595                     | olaszliszkai, varannói, sárospataki, királyhelmeci lelkész |
| 3.          | Gyarmathi Bíró Miklós             | említve 1597-ben, majd 1600. január 4-én) | királyhelmeci lelkész |
| 4.          | Sárosi Érsek (vagy Molnár) András | (említik 1601. december 6-án) 1610-ig     | varannói lelkész |
| 5.          | Szántai Pál                       | 1610–1611                                 | olaszliszkai lelkész |
| 6.          | Kecskeméti Alexis János           | 1611–1614                                 | sárospataki lelkész |
| 7.          | Szegedi P. Dániel                 | 1614–1615.                                | olaszliszkai lelkész |
| 8.          | Tihemeri Máté                     | (említve 1617. december 1-jén) 1622-ig    | sátoraljaújhelyi lelkész |
| 9.          | Váczi Gergely                     | 1623–1629                                 | gálszécsi lelkész |
| 10.         | Miskolci Csulyak István           | 1629–1645                                 | olaszliszkai lelkész |
| 11.         | Simándi (Kolcsár) János           | 1646–1653                                 | sátoraljaújhelyi, olaszliszkai lelkész, a sárospataki főiskola tanára. 1617-ben lett Sárospataki diák, majd 1622-ben senior; ezen évben a tanárok ragályos betegségben meghaltak, a tanulók pedig szétszéledtek; ő azonban kitartóan tanult, majd 1623-ban egy németországi egyetemre ment, közben Molnár Albertet is meglátogatta. 1624. június 26-án iratkozott be a franekeri egyetemre. Visszatérte után II. Rákóczy György a sárospataki iskola tanárának nevezte ki; az ő igazgatása alatt lépett életbe az új tanrendszer 1629-ben, melyet „az iskola új reformatiójának” neveztek; azelőtt nem is volt évforduló vizsga. 1630. június 5-én kinevezték a sátoraljaújhelyi egyház első papjává, 1636. január 9-én helyettes, 1646. február 7-én rendes esperessé választották. Sátoraljaújhelyből 1636-ban költözött Olaszliszkára költözött, itt is halt meg 1653-ban. Latin gyászversét, melyet 1622-ben Károlyi Zsuzsánna halálára írt, és üdvözlő versét, mellyel Sz. Czombor Mártont megtisztelte, amikor Europica verietas című munkáját Kassán 1620-ban kiadta, közli a Sárospataki Füzetek (1865). |
| 12.         | Tarcali Pál                       | 1653–1668                                 | olaszliszkai lelkész |
| 13.         | Sajószentpéteri János             | 1668/1669–1672                            | zemplénivámosújfalusi lelkész |
| interregnum |                                   |                                           | |
| 14.         | Rozgonyi Mihály                   | 1686–1707                                 | tolcsvai, zempléni lelkész |
| 15.         | Zádorfalvi Márton                 | 1707. február 22. – 1710                  | nagytornyai, majd haláláig sátoraljaújhelyi lelkész. Tanulmányait Magyarországon kezdte, később a franekeri és az utrechti egyetem diákja. Nyomtatásban megjelent munkája: Dissertatio Theologica De Deo Spiritu in Spiritu & veritate adorando... Partes 1-3. Trajecti ad Rh. 1689. |
| 16.         | Pósaházi István                   | 1711–1729                                 | tolcsvai lelkész |
| 17.         | Bogáti Balázs                     | 1729–1735                                 | sátoraljaújhelyi lelkész |
| 18.         | Héczei Dániel                     | 1735–1739                                 | erdőbényei lelkész |
| 19.         | Mihalyi Kovács István             | 1740–1754                                 | kistoronyai, bodroghalászi lelkész |
| 20.         | Görgei András                     | 1755–1758                                 | sátoraljaújhelyi lelkész |
| 21.         | Sziráki András                    | 1758–1764                                 | sátoraljaújhelyi lelkész |
| 22.         | Kolláti Kozma János               | 1764–1765                                 | olaszliszkai lelkész |
| 23.         | Váradi Mihály                     | 1765–1784                                 | erdőbényei lelkész |
| 24.         | Csizi János                       | 1785–1792                                 | Gömöri származású sárospataki lelkész. Rimaszombati tanulmányai után, 1743-ban lett a Sárospataki Kollégium felsőbb évfolyamos tanítója. 1755-ben lett Sárospatakon lelkész. Az ő prédikátorsága alatt épült a korábbi rossz állapotú fatemplom helyébe a ma is álló kőtemplom, melyet 1781. július 8-án avattak fel. Nem sokkal esperessé választása után, 1786-ban agyvérzést kapott, 1790-ben nyugdíjazták papi hivatásából. 1792. május 28-án hunyt el. |
| 25.         | Palóczi György                    | 1792–1799                                 | bodrogkeresztúri, olaszliszkai lelkész (Miskolc, 1734. – Olaszliszka, 1805. december 23.), 1788-tól helyettes esperes. Működését az egyházmegye kettéosztása folytán keletkezett alsózempléni egyházmegyében folytatta. |

#### Ungi
Az egyházmegye területe túlnyúlt Ung vármegye határain, voltak egyházközségei Beregben, Szabolcsban és Zemplénben is. Valamint a XVII. századig hozzátartoztak az evangélikus gyülekezetek is, amelyekből a szlovák nyelvűek átkerültek az evangélikus egyházhoz, a magyarok pedig idővel reformátussá váltak. A XVIII. század elején 77 anyaegyházat foglalt magába.
| Sorszám | Név                    | Szolgálati idő                          | Megjegyzés                                      |
| ------- | ---------------------- | --------------------------------------- | ----------------------------------------------- |
| 1.      | Gönczi András          | (1564 júniusában említve)               | pálóci lelkész                                  |
| 2.      | Egri Lukács            | 1568 elejéig                            | ungvári lelkész                                 |
| 3.      | Szikszai Gergely       | 1568. júniusban említik                 |                                                 |
| 4.      | Gyarmathi Bíró Márton  | 1577-ben említve                        |                                                 |
| 5.      | Kállai Albert          | említve 1584 szeptember, 1601 december) | ungvári lelkész                                 |
| 6.      | Tolnai Balog János     | (első említés 1605 augusztus) 1618-ig   | ungvári, majd máshova való lelkész              |
| 7.      | Zombori Hasznok Péter  | 1618-tól (1623. jan.)                   | palácsi, vinnai, ungvári lelkész                |
| 8.      | Kecskeméti C. János    | esetleg: 1623 januártól az év végéig)   |                                                 |
| 9.      | Görgei János           | említve 1626. december és 1656 június)  | nagykaposi lelkész                              |
| 10.     | Tarpai Szilágyi András | említve 1665, 1667                      | ungvári lelkész                                 |
| 11.     | Némethi István         | 1680 körül                              | ungvári lelkész                                 |
| 12.     | Upori Lénárd István    | 1685-től (utolsó említés 1695)          | ismeretlen helyen, majd Palágyon működő lelkész |
| 13.     | Bősházi P. János,      |                                         |                                                 |
| 14.     | Berethi János          | 1702-től                                | deregnyői lelkész                               |
| 15.     | Rozgonyi János         | említve 1705 december                   | ungvári lelkész                                 |
| 16.     | Szenczi A. Pál         |                                         | deregnyői, udvari lelkész                       |
| 17.     | Diószegi György        | említve 1721, 1728.                     | csicseri, ungvári lelkész                       |
| 18.     | Szombati Márton        | említve 1733, 1735                      | palágyi, ungvári lelkész                        |
| 19.     | Palotai András         | 1743–1745                               |                                                 |
| 20.     | Füzéri Imre            | említve 1750                            |                                                 |
| 21.     | Patai Pál              | említve 1758                            | ráskai. palágyi lelkész                         |
| 22.     | Bódis István           | 1761-től (utolsó említés 1767 február)  | bátfai lelkész                                  |
| 23.     | Bencs István           | 1793/1794-ig                            | béli lelkész                                    |
| 24.     | Kis Márton             | említve 1795                            | nagykapori lelkész                              |

### Az újjászervezett egyházkerület Trianonig
1791. évi XXVI. törvény biztosította a protestánsak bizonyos mértékű vallásszabadságát, és rájuk bízta az egyházszervezetük kialakításának feladatát is. A vallásgyakorlás csak bizonyos mértékig volt szabad és nyilvános. A protestáns egyház visszaállíthatta önkormányzatát, tehát megszűnt a katolikus püspöki és esperesi joghatóság. A protestánsok alsó fokú és felső fokú iskolákat egyaránt fenntarthattak és alapíthattak, biztosította a politikai egyenlőséget. A teljes egyenlőséget e törvény sem biztosította, mert a vegyes házasságok és az áttérések terén továbbra is érvényesültek a katolikus egyház előjogai (pl. vegyes házasság csak katolikus pap előtt köttethetett), illetve a törvénykezés nem terjedt ki Horvátországra.
Annak ellenére, hogy megmaradt a katolikus egyház uralkodó szerepe, hatalmas előre lépésnek tekinthető a törvény; ezért 1791. május 1-jén, mikor a király szentesítette a törvényt, az ország minden protestáns templomában hálaadó istentiszteletet tartottak.
A törvény értelmében az evangélikusok Pesten, a reformátusok pedig Budán gyűltek össze hogy az egyházi szervezetről, az egyházak hivatalos és fegyelmi ügyeiről, a házassági jog és bíráskodásról, a tanügy és könyvvizsgálatról, és a vagyoni ügyekről tárgyaljanak és hozzák meg döntéseiket. A zsinat-presbiteri elvnek megfelelően, az egyház önrendelkezési jogát a gyülekezetek kezébe tette le, illetve úgy határoztak, hogy az egyes helyi gyülekezeteket a presbitérium igazgassa. A zsinatot 1791. szeptember 14-én nyitották meg és október 13-án fejezte be tanácskozásait, 15 ülést tartva ez idő alatt.
Ezzel megalkották az országos egyházakat és korábbi négy egyházmegyéből hetet szerveztek, melyek, kisebb területi változásoktól, illetve az egyik megye kettéválasztásától eltekintve, az ország 1920-ban kialakított új határaiig változatlanok maradtak.

#### Abaúji
Az egyház megye csak nevében maradt változatlan, területe az évtizedek során kisebb nagyobb változásokon ment át. 1799-ben történt új beosztása következtében gyülekezeteinek száma jelentősen csökkent, ellenben 1854 őszén hozzá csatolták a felsőborsodi egyházmegye néhány anyaegyházát (Aszaló és környéke), de ugyanekkor Erdőhorváti az alsózempléni, Bőcs pedig az alsóborsodi egyházmegyéhez került át. A kialakított egyházmegyék a következők voltak: abaúji, tornai, gömöri, felsőborsodi, alsóborsodi, alsózempléni és ung-felsőzempléni.
 Esperesei 
| Sorszám | Név             | Szolgálati idő                 | Megjegyzés |
| ------- | --------------- | ------------------------------ | --- |
| 1.      | Sárkány Pál     | 1801–1824                      | Mezőnagymihályon született 1744-ben. Sárospatakon tanult, ahonnan külföldre ment és 1775. július 11-én a franekeri egyetem hallgatója lett. Innen 1777 tavasza után tért haza. Lelkészkedett Tolcsván, Kovácsvágáson (1797–1801), Szepsiben (1800–1804), majd 1804-től Alsóvadászon, végül Abaújváron lelkészkedett. 1801 áprilisában esperesévé választotta az abaúji egyházmegye 1810-től 1824. január 28-án, 79 éves korában bekövetkezett haláláig Abaújváron volt lelkész. Műve: De firmo Dei fundamento ejusque sigillo. (Franeker, 1777.) |
| 2.      | Garas István    | 1824–1826                      | szikszói lelkész |
| 3.      | Futó Sámuel     | 1827–1853                      | abaújszántói, bőcsi lelkész, aki az 1848/49-es forradalom és szabadságharc idején buzdító beszédeket tartott. Fia – ifj. Futó Sámuel (1826–1893)-, aki apját követte a bőcsi lelkészi állásban, a szabadságharc alatt huszárszázadosi rangot szerzett. mindketten a Bőcsi templomkertben nyugszanak. |
| 4.      | Ferenczy József | 1853. szeptember–1862. április | kassai lelkész, testvére a XIX. századi szobrászat jeles alakja, Ferenczy István volt. |
| 5.      | Átányi József   | 1862–1866                      | abaújszántói lelkész, akit az 1862. április 2-3-án Göncön megtartott egyházmegyei gyűlésen választottak esperessé. Meghalt 1866. december 13-án, 70 éves korában. |
| 6.      | Futó Dániel     | 1867–1868                      | Született Tarcalon (vagy Őrön) 1816. november 21-én. Édesapja Futó János Tiszaberceli és buji lelkész volt. Tanulmányait a Sárospataki Főiskolában végezte, hol tanulmányai végeztével előbb a grammatikát, görögöt és gyakorlati filozófiát tanított. 1841-ben másfél éves külföldi tanulmány utat tett, látogatta a jénai, drezdai, berlini, göttingeni, weimari, frankfurti egyetemeket. 1842-ben Hajdúszoboszlóra került segédlelkészként, majd 1843-ban áthelyezték Bihardiószegre. Nem sokkal ezután a losonci református gimnázium természettudományi és jogtudományi tanára lett. 1849 novemberében Szikszóra került tanárként, és a rákövetkező évben a helyi gyülekezet lelkésze lett. 1856-ban egyházmegyei tanácsbíró, majd 1867 márciusában, a Göncön tartott egyházmegyei közgyűlésen abaúji esperessé választották. Meghalt Szikszón, 1868. június 21-én. Felesége Lukács Eszter, a hajdúszoboszlói lelkész, Lukács István Lánya volt, kivel 1843. szeptemberében házasodott össze. |
| 7.      | Ferenczy József | 1868–1873                      | másodszor |
| 8.      | Fodor Pál       | 1873–1891                      | vilmányi lelkész, 1862-ben az egyházmegye főjegyzőjévé választják, később tanácsbíró, majd a Miskolcon, 1873. szeptember 16–17-én megtartott egyházkerületi közgyűlésen választják esperessé. Meghalt 1894-ben. |
| 9.      | Béky Sámuel     | 1891                           | Abaújszántón született 1837. augusztus 12-én Béky Ferenc és Kovács Zsuzsanna gyermekeként. 1843-ban került Sárospatakra diáknak, hol tanulmányait félbeszakította a szabadságharc. Ez idő alatt részben otthon volt, részben Mádon tanított kisiskolásokat (praeceptorkodott). Tanulmányai végeztével, 1857 februárjában Zádorfalvára került tanítónak, hol három évet töltött. Innen Lukács Lajos kövecsesi földbirtokoshoz került házitanítóként, itt 1867 júliusáig maradt. 1861. szeptember 10-én Otrokocsban tette le a segédlelkészi vizsgát, és ilyen minőségében került Szentpéteri Sámuel mellé. 1862-ben kinevezték sajókeszi, majd a következő évben kövecsesi lelkésznek, innen Abaújszántóra került, majd egy évig Szepsiben dolgozott. 1874 tavaszán választották a kassai református egyház lelkészének. 1881-ben egyházmegyei tanácsbírói kinevezést kapott, emellett a sárospataki főiskola igazgató tanácsosa, Kassa város képviselő testületének tagja, valamint a Felső-magyarországi Hitelbank igazgatósági tagja volt. 1891-ben lett esperes (beiktatására 1891. június 25-én került sor), de még abban az évben, 1891. szeptember 29-én Kassán elhunyt |
| 10.     | Veress Sámuel   | 1891–1894                      | Tarcalon született 1824 októberében. Szesztai – komáróci lelkész, 37 év lelkészkedés után Szesztán hunyt el, 1894. január 1-jén. |
| 11.     | Antalfy László  | 1894–1897                      | egyházkerületi jegyző, zsinati képviselő, egyházmegyei tanácsbíró. (Hejőcsaba, 1834. január 15. – Miskolc, 1907. január 15.) Édesapja Antalfi János hejőszalaontai származású hejőcsabai lelkész volt (meghalt 1860) édesanyja Bodor Erzsébet volt. Előbb 1869-1877 között szikszói, majd alsóvadászi lelkész. 1894-ben Idrányi Ferenccel, akkori helyettes esperessel indult a Veress Sámuel halálával megüresedett hivatalért. A beérkezett szavazatok azonban pont egyenlően oszlottak meg a két jelölt között (35-35 szavazat). A hivatal sorsát sorshúzással döntötték el. |
| 12.     | Idrányi Ferenc  | 1897–1898                      | egyházkerületi tanácsbiró (Göncruszka, 1832. március 4. – Hernádbűd, 1904. január 10.) Édesapja Idrányi Ferenc tanító volt, édesanyja Szabó Eszter volt. 1855-ben fejezte be Sárospatakon a tanulmányait és Szikszón kezdte pályáját tanítóként. Miután letette a papi vizsgát 1857. augusztus elsején Tornyosnémetibe hívták meg segédlelkészül. 13 hónap után a garbócbogdányi eklézsiához került, hol 7 hónapig káplánkodott. 1859. tavaszán innen került Hernádbűdre, hol haláláig működött. Kezdetben a lelkészi hivatal mellett a tanítói feladatokat is ellátta, de idővel sikerült megszerveznie, hogy külön személy foglalkozzon a gyermekek nevelésével. Mielőtt 1897-ben elfoglalta az esperesi hivatalt két alkalommal is viselte helyettes esperesi tisztet, egyszer 4, másodszor 9 hónapig. |
| 13.     | Révész Kálmán   | 1898–1918                      | kassai lelkész, a későbbi püspök |

#### Tornai
Az abaúji egyházmegyének az önálló Torna vármegyében fekvő egyházaiból és a borsod-gömör-kishonti egyházmegye 16 anyaegyházából került kialakításra, melyből kettő Gömör-Kishont vármegye területére esett.
Esperesei:
| Sorszám | Név                     | Szolgálati idő | Megjegyzés |
| ------- | ----------------------- | -------------- | --- |
| 1.      | Nádaskay(i) András      | 1799–1813      | körtvélyesi, szilicei lelkész (meghalt 1813. április 6.) |
| 2.      | Kérészy(i) Ábrahám      | 1813–1848      | szini lelkész (Alsózsolca, 1766 – Szin, 1852. április 2.) |
| 3.      | Lovass Sámuel           | 1848–1884      | szilicei lelkész (1802-Torna, 1886) |
| 4.      | Vajányi Lajos           | 1884–1891      | perkupai lelkész (Barka, 1828 – Perkupa, 1891) Református lelkészi családban született, tanulmányait Losoncon és Sárospatakon végezte. 1848-ban a tornai önkéntes csapattal jelentkezett a szabadságharc védelmére. Zsarnai Pál alszolgabíró mellett egy 180 fős nemzetőr csapatot vezetett, fő feladata az volt, hogy a megye több falvából berendelt puskaművesek és lakatosok által létrehozott tornai fegyverműhelyt zavartalanul működtesse és a megyében a rendet fenntartsa. A szabadságharc bukásakor nemzetőr hadnagyként tette le a fegyvert, majd befejezte tanulmányait Sárospatakon. Innen előbb Szádellőre került káplánnak, majd Körtvélyesen volt segédlelkész, innen került Perkupára 1854-ben, ahol 37 évig volt lelkész. Méhészettel és szőlészettel is foglalkozott és az 1872/73-as kolerajárvány idején orvosi ismereteit is hasznosítani tudta. |
| 5.      | görgői Gyarmathy József | 1891–1896      | Martonyiban született 1850-ben. Előbb Szádelőn (1875–1876), majd Jósvafőn (1876–1887), végül Szilicén (1887-1896) lett lelkész. 1881-ben a tornai egyházmegye aljegyzőjévé választották meg, majd 1891-ben pedig ugyanennek lett esperese, beiktatására Sárospatakon, 1891. június 25-én került sor. A Sárospataki Főiskola igazgató tanácsosa, meghalt Szilicén 1896. április 8-án |
| 6.      | Kapossy György          | 1896–1897      | jabloncai lelkész (Szin, 1829 -Jablonca, 1901. április 6.), 1848-as hadnagy. Miskolcon tanult, Sárospatakon teológiát végzett, az 1849. augusztus 24-i zsibói fegyverletételkor a Kazinczy-hadtestnél hadnagyként szolgált. 1867-ben és 1890-ben a Torna Megyei Honvéd-egylet tagja. 1870-től haláláig a jabloncai gyülekezet lelkésze. 1896. október 4-én avatták fel esperessé, a felújított sárospataki református templom átadása, illetve Tompa Mihály szobrának felavatása alkalmából rendezett ünnepségen. Vejét, Gyarmathy Józsefet váltotta az esperesi tisztségben, de rossz egészségi állapota miatt előbb helyettest neveztek ki, Lükő Géza személyében, később pedig visszalépett. Jabloncai sírja a forradalom és szabadságharcra történő megemlékezések színhelye.                                                                                      |
| 7.      | Ragályi Géza            | 1897–1920      | szádelői, szini, bódvalenkei lelkész |

#### Gömöri

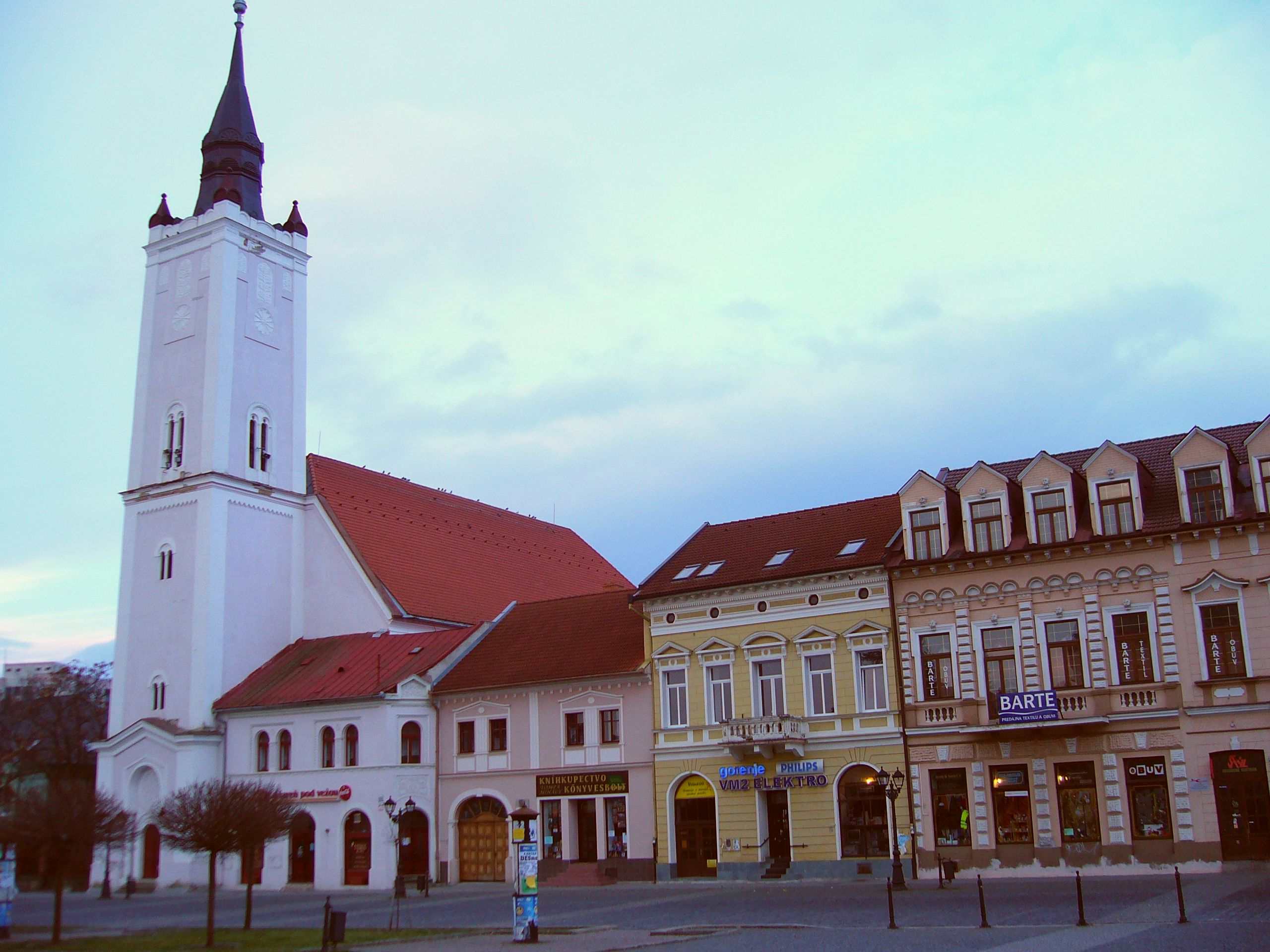
A rimaszombati református templom

A borsod-gömör-kishontinak egyházmegyéből került kialakításra 1799-ben. 44 anyaegyházat foglalt magában a XX. század elején, melyek mind Gömör-Kishont vármegyének feküdtek a területén.
| Sorszám | Név                   | Szolgálati idő    | Megjegyzés |
| ------- | --------------------- | ----------------- | --- |
| 1.      | Szőke Ferenc          | 1799–1806         | rimaszombati lelkész, korábbi borsod-gömör-kishonti egyházmegye esperese |
| 2.      | Bátori István         | 1806–1833         | pelsőci, serkei lelkész |
| 3.      | dapsai Dapsy József   | 1833–1846         | rimaszombati származású Kempelen Béla: Magyar nemes családok hanvai lelkész, Tompa Mihály jóbarátja, aki követi őt a hanvai lelkészi hivatalban, 1858-ban bekövetkezett halála után. Lehetséges, hogy azonos Dapsy Józseffel |
| 4.      | Terhes Sámuel         | 1846–1860         | rimaszombati lelkész |
| 5.      | Szentpéteri Sámuel    | pelsőci lelkész   | |
| 6.      | Szabon János          | 1866–1868         | jánosi lelkész |
| 7.      | Török József          | 1868–1881         | alsóbalogi lelkész, meghalt Alsóbalogon, 1887-ben |
| 8.      | vályi Nagy Pál        | 1881–1906         | tornaljai lelkész, a sárospataki főiskola igazgató tanácsosa, a tornaaljai takarék pénztár elnök-igazgatója. Meghalt 1906. július 15-én, életének 75., lelkészi működésének 55. évében. |
| 9.      | Csabai Pál            | 1906–1914         | alsóbalogi lelkész |
| 10.     | pálóczi Czinke István | 1914–1917         | rimaszombati lelkész, püspök a Tiszáninneni egyházkerület Csehszlovákiához csatolt részében. (Pácin, 1855. november 18. – Budapest. 1942. július 17.) Tanulmányait szülőfalujában kezdte, majd 1866-tól Sárospatakon folytatta, ahol 1878-ban végezte a teológiát. 1882-ben lett lelkész Erdőbényén. 1896 tavaszán Rimaszombatba ment elsőpapnak, hol egyúttal gimnázium vallástanári állást is vállalt. A tiszáninneni egyházkerület 1895-ben aljegyzőnek, 1917-ben főjegyzőnek. A gömöri egyházmegyében 1914–1917-ben esperesi tisztet vitt. 1921-ben választották püspökké. 1929-ben erről az állásáról is és lelkészségéről lemondott és nyugalomba volnult és előbb Budapesten, majd Szigetszentmiklóson, majd Miskolcon, végül ismét Budapesten élt. 1915-től választmányi tagja volt a Magyar Protestáns Irodalmi Társaságnak. Termékeny írói működést fejtett ki, sok cikke jelent meg, főleg a Sárospataki Lapokban. |
| 11.     | Buzi Márton           | 1917– (1920)-1928 | kövecsesi lelkész, 1920 után a gömör-tornai egyházmegye esperes |

#### Felsőborsodi

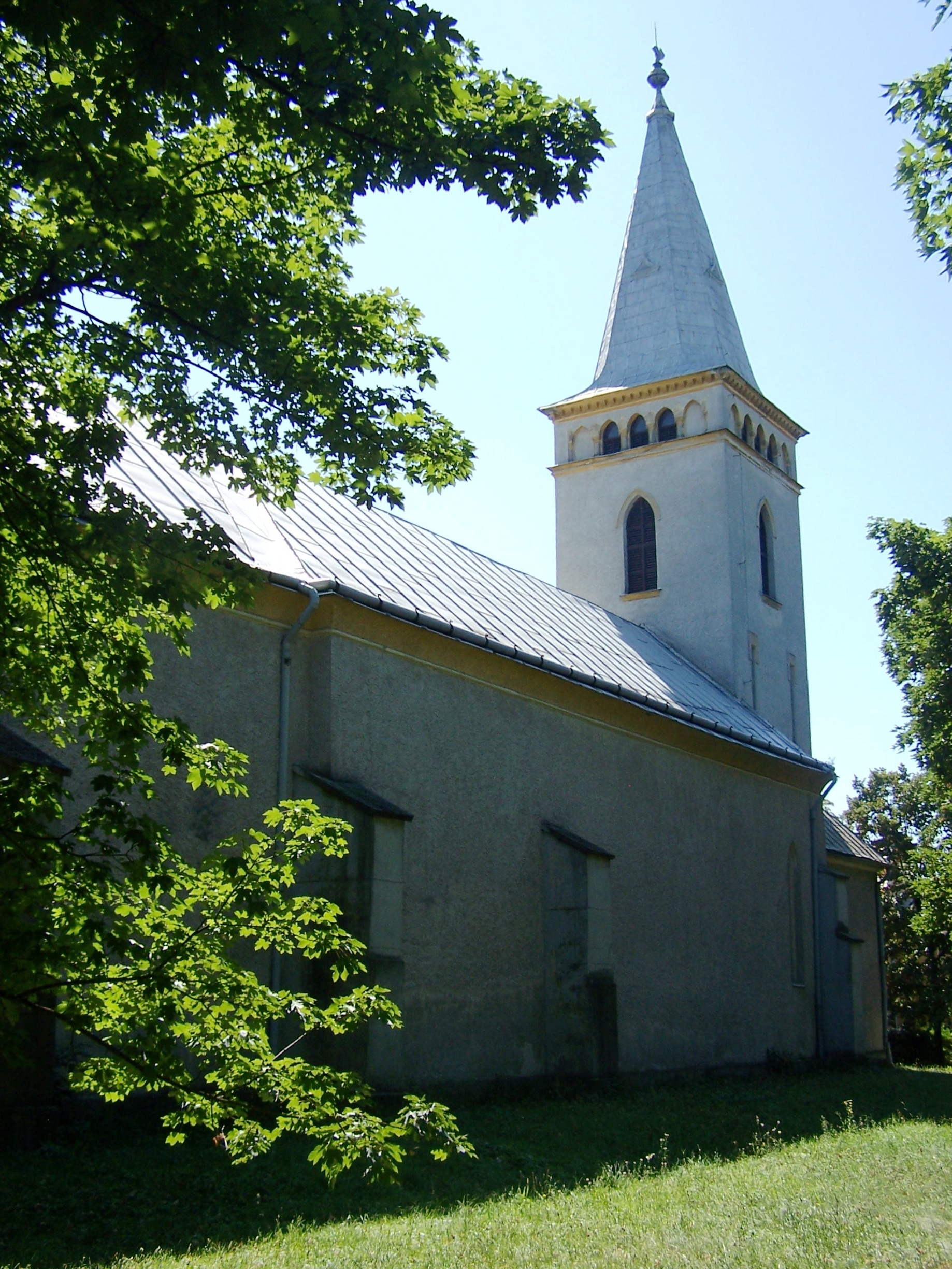
Sajóvámosi református templom

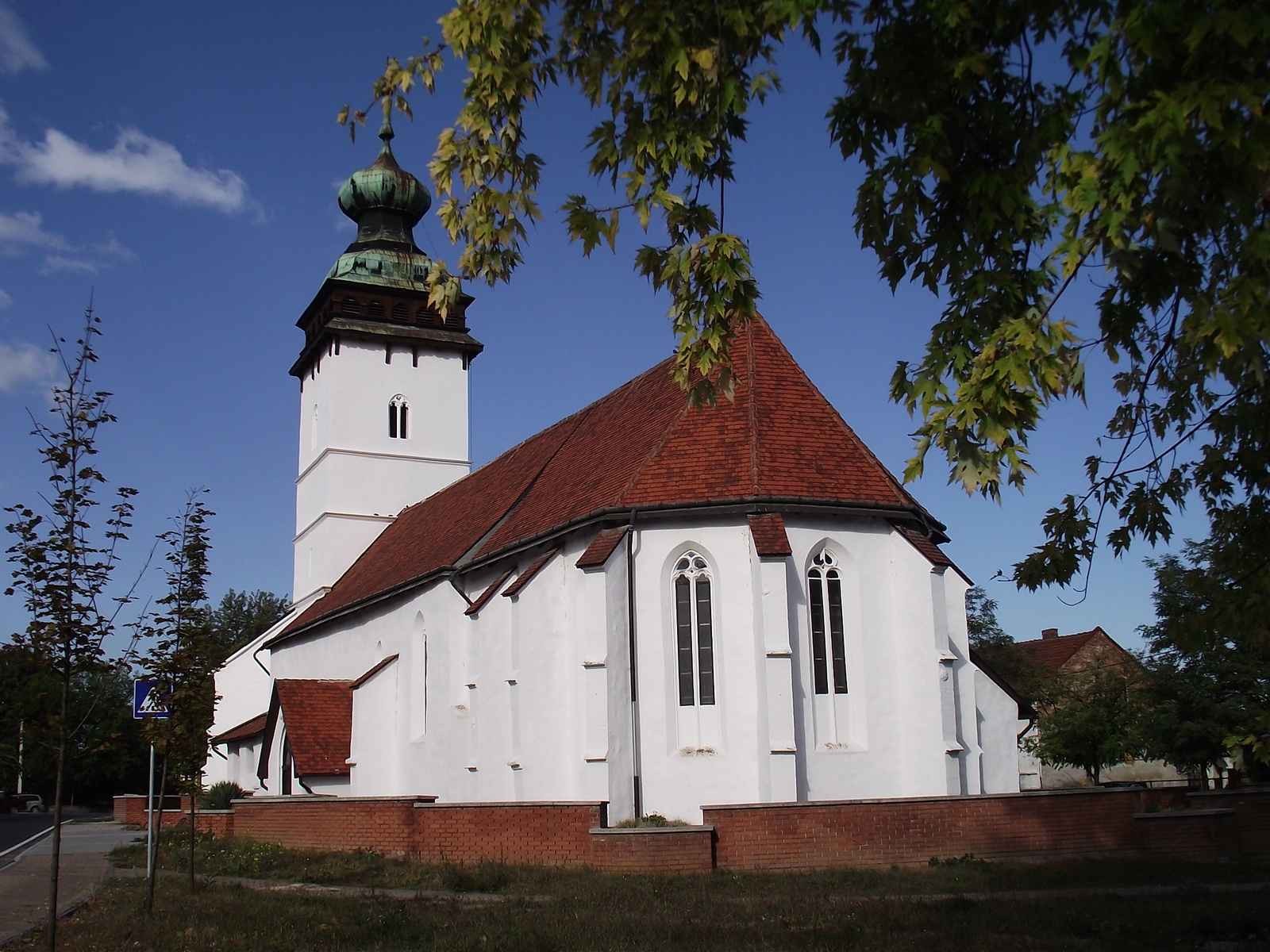
Sajószentpéteri nagytemplom

A borsod-gömör-kishonti egyházmegyének többfelé osztása folytán jött létre. 1854 őszén áthelyezték az Abaúj vármegyében fekvő egyházait (Aszalót és környéke) az Abaúji egyházmegyébe, valamint az alsóborsodi egyházmegyéből Sajóecseg és Sajóbábony településeket hozzászervezték, az ílymódon kialakított egyházmegye Borsod vármegye északi részére terjedt ki, összesen 49 anyaegyházzal.
Esperesei
| Sorszám | Név              | Szolgálati idő | Megjegyzés                                                                          |
| ------- | ---------------- | -------------- | ----------------------------------------------------------------------------------- |
| 1.      | Fejér András     | 1799–1807      | aszalói lelkész                                                                     |
| 2.      | Komjáthi Ábrahám | 1807–1827      | parasznyai lelkész                                                                  |
| 3.      | Tótfalusi Mihály | 1827-től       | aszalói lelkész                                                                     |
| 4.      | Katona Mihály    | 1840–1842      | sajószentpéteri lelkész                                                             |
| 5.      | Szakál László    | 1842/1843–1862 | sajóvámosi lelkész                                                                  |
| 6.      | Somossy Sámuel   | 1862–1865      | sajószentpéteri lelkész 1843–1875 (1802. április 15.- 1875. március 2.)             |
| 7.      | Molnár József    | 1865/1866-tól  | hangácsi lelkész                                                                    |
| 8.      | Debreceni Gábor  | 1871–1893      | felsőnyárádi lelkész, zsinati képviselő (meghalt Sárospatakon, 1899. március 10-én) |
| 9.      | Vadászy Pál      | 1893–1921      | sajószentpéteri lelkész (1875–1927)                                                 |

#### Alsóborsodi

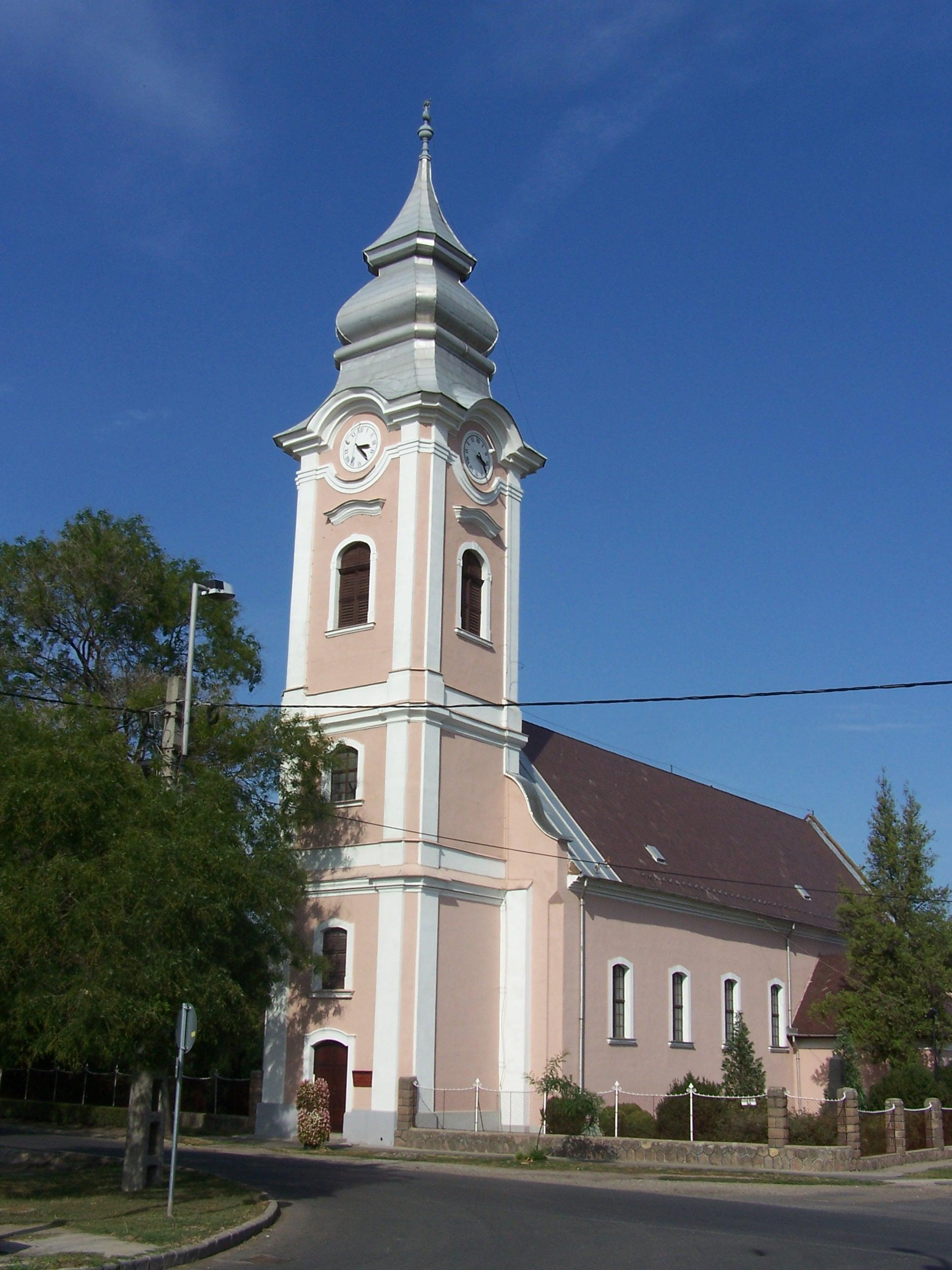
A mezőkeresztesi reformátustemplom

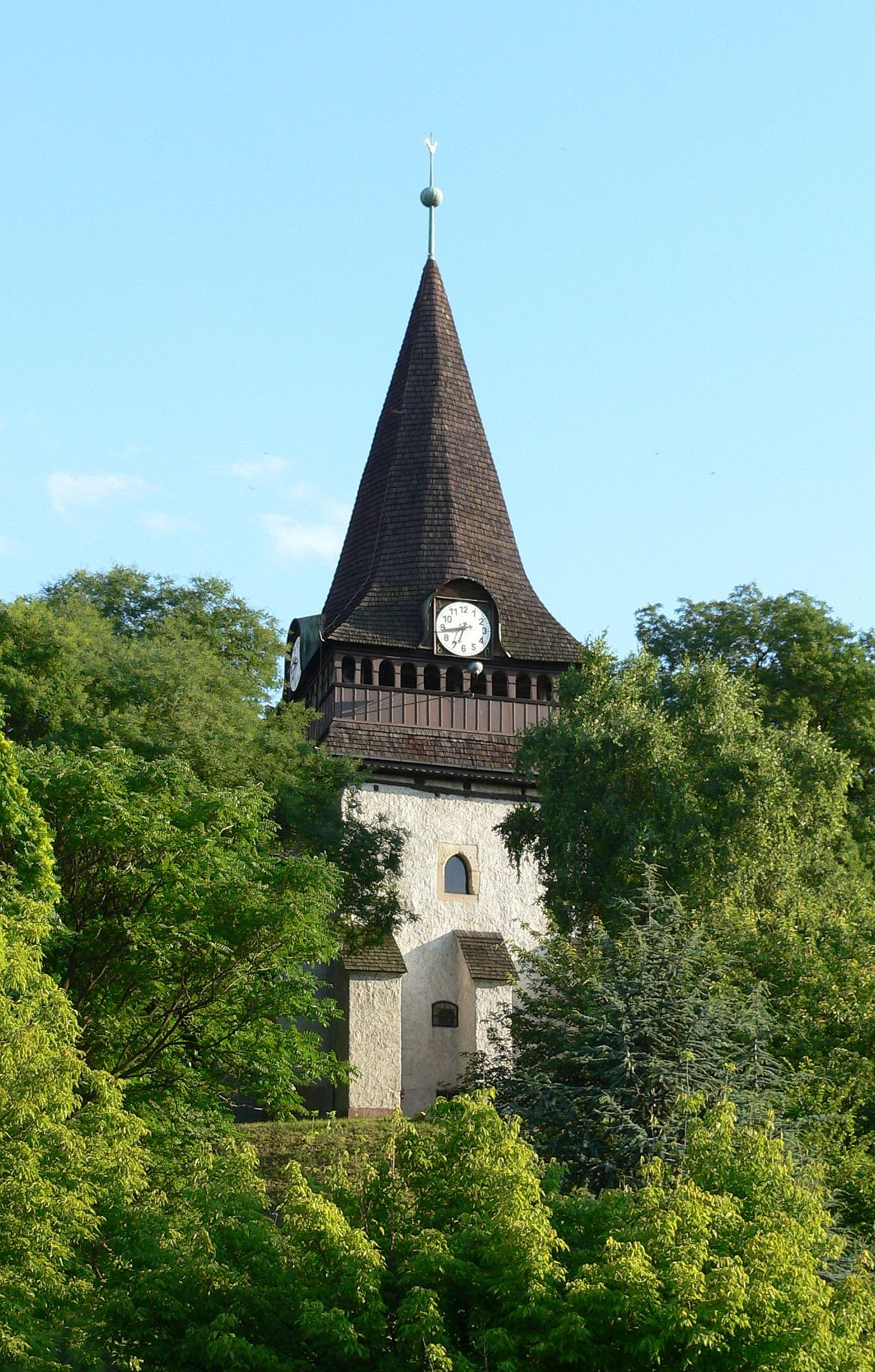
Az avasi templom Miskolcon

A borsod-gömör-kishonti egyházmegyének többfelé osztása folytán jött létre. Magában foglalta a Borsod vármegye déli részén és Heves vármegye tiszáninneni részének keleti felén fekvő egyházközségeket. 1854-ben abaúji egyházmegyéből hozzákerült Bőcs 1854, illetve Sajóbábony és Sajóecseg a felsőborsodihoz kerültek át
Esperesei
| Sorszám | Név                      | Szolgálati idő | Megjegyzés |
| ------- | ------------------------ | -------------- | --- |
| 1.      | Vécsey Zsigmond          | 1799–1802      | mezőkeresztesi lelkész                                                                                        |
| 2.      | Kérészy István           | 1802–1809      | cserépfalui lelkész                                                                                           |
| 3.      | Szepsi Toót András       | 1809–1817      | miskolci lelkész (1785–1817)                                                                                  |
| 4.      | Szathmári Paksi József   | 1817–1821      | szikszói, miskolci lelkész, a későbbi püspök                                                                  |
| 5.      | Igaz Sámuel              | 1821–1830      | miskolci lelkész                                                                                              |
| 6.      | Váradi Pál               | 1830–1842      | átányi lelkész                                                                                                |
| 7.      | Fekete István            | 1843–1856      | miskolci lelkész                                                                                              |
| 8.      | Édes Albert              | 1857–1863      | tiszatarjáni lelkész                                                                                          |
| 9.      | Orbán Mihály             | 1863–1866      | tiszanánai lelkész, 1875. április 5-én hunyt el Tiszanánán, 64 évesen                                         |
| 10.     | Prágay Lajos             | 1866–1882      | maklári lelkész (1855-től), a sárospataki főiskola algondnoka. Elhunyt 1885. szeptember 11-én Mezőkeresztesen |
| 11.     | Bornemisza Kovács József | 1882–1894      | mezőkeresztesi lelkész, 68 évesen elhunyt Mezőkeresztesen, 1894. december 20-án.                              |
| 12.     | Tóth Dániel              | 1894–1903      | miskolci lelkész és városi képviselő, elhunyt Miskolcon, 1903. november 13-án, 70 éves korában                |
| 13.     | Nagy Ignác               | 1903–1909      | miskolci lelkész                                                                                              |
| 14.     | Tüdős István             | 1910–1914      | miskolci lelkész, a későbbi püspök                                                                            |
| 15.     | Bodolay István           | 1914–1917      | mezőcsáti lelkész                                                                                             |
| 16.     | Tóth Béla                | 1917–1922      | miskolci lelkész                                                                                              |

#### Alsózempléni

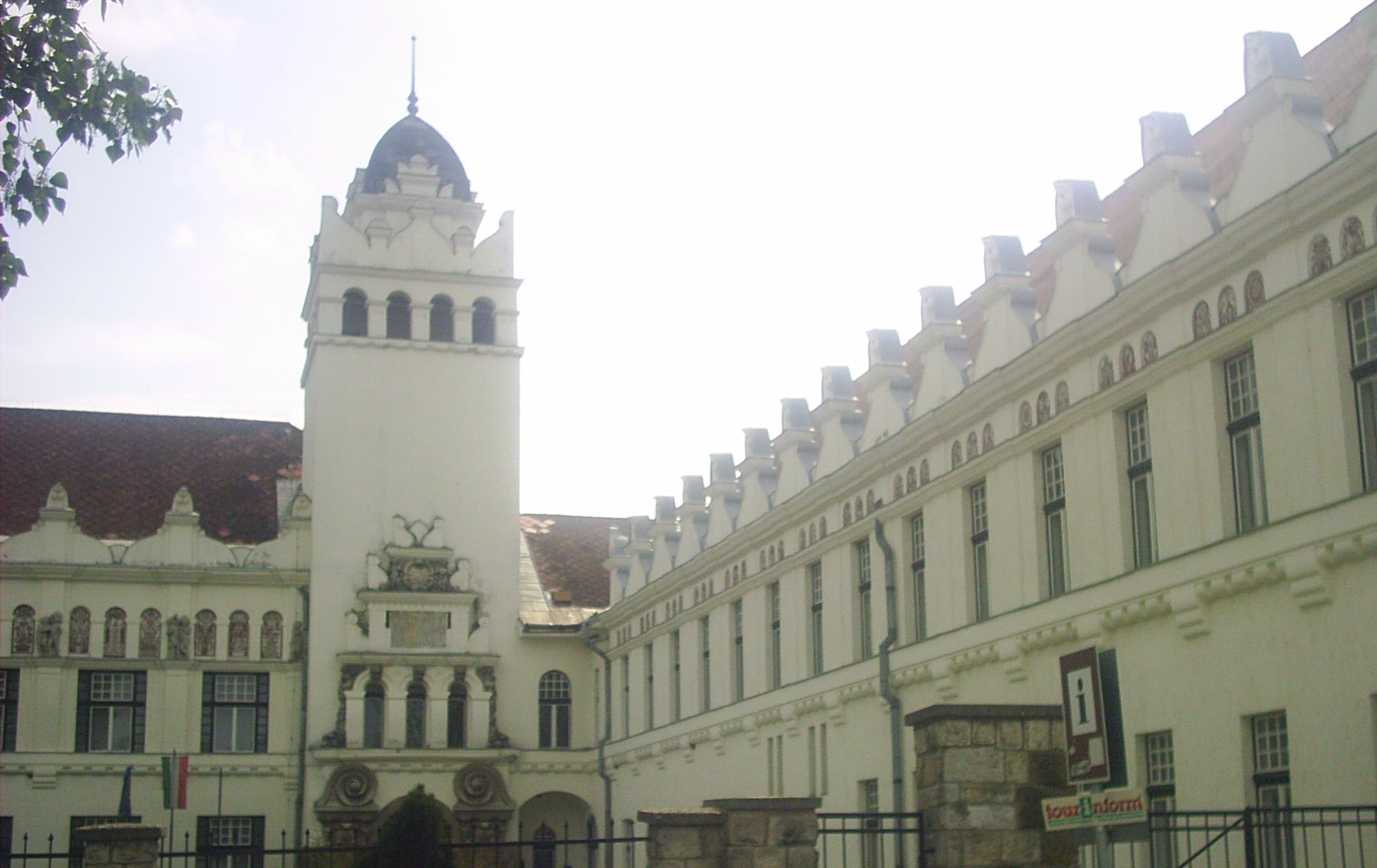
A sárospataki Főiskola épülete

Egyházközségei Zemplén vármegyének déli részéből, főleg a Bodrogközből, Hegyaljáról és Harangodból kerültek ki, melyek korábban az abaúji, borsod-gömör-kishonti és zempléni egyházmegyéiben terültek el. További pár község Szabolcs vármegyéből is hozzátartozik, a Tisza jobb partjáról, amelyek Zemplénnel határosak.
| Sorszám | Név               | Szolgálati idő                 | Megjegyzés                                                  |
| ------- | ----------------- | ------------------------------ | ----------------------------------------------------------- |
| 1.      | Pálóczi György    | 1799–1805                      | olaszliszkai lelkész                                        |
| 2.      | Tóth István       | 1806–1829                      | olaszliszkai, megyaszói lelkész                             |
| 3.      | Somossy István    | 1829–1843                      | tállyai lelkész                                             |
| 4.      | Somosi János      | 1844–1855                      | sárospataki teológia tanár                                  |
| 5.      | Hegedűs László    | 1855–1867                      | sárospataki lelkész, országgyűlési képviselő                |
| 6.      | Kőrössy István    | (1866-tól helyettes) 1868–1879 | taktaharkányi lelkész                                       |
| 7.      | Kopré Ferenc      | 1880–1894                      | örösi, tiszalúci lelkész, meghalt 1895-ben, 75 éves korában |
| 8.      | Keresztury József | 1895–1907                      | semjéni lelkész                                             |
| 9.      | Bálint Dezső      | 1908–1920                      | sárospataki lelkész, Bálint József festőművész apja         |

#### Ung Felsőzempléni
Ungi-felsőzempléni egyházmegyeként létezett 1850-ig, amikor is kettéválasztották ungira és felső zemplénire. Esperesei:
| Sorszám | Név            | Szolgálati idő | Megjegyzés            |
| ------- | -------------- | -------------- | --------------------- |
| 1.      | Vályi Márton   | 1799–1810      | nagyszeretvai lelkész |
| 2.      | Liszkay Sámuel | 1810–1831      | abarai lelkész        |
| 3.      | Jászay Mihály  | 1831–1849      | lásd lentebb          |

Felsőzempléni
| Sorszám | Név             | Szolgálati idő                | Megjegyzés |
| ------- | --------------- | ----------------------------- | --- |
| 1.      | Jászay Mihály   | 1850–1855                     | 1800-tól deregnyői lelkész (az ung–felsőzemplén addigi esperese). Deregnyőn hunyt el 1855. március 20-án 84 éves korában, alig 2 hónappal felesége Persenczki Anna halála után.                                    |
| 2.      | Laky András     | 1855–1882                     | Göncről származott. 42 évi lelkészi pályafutásából, 31 évet Magyarizsépen töltött, majd hardicsai lelkész lett. A halál ladmóci hivatalában érte 1882. május 7-én, 70 éves korában, ahol 8 évig volt lelkipásztor. |
| 3.      | Kálniczky János | 1883–1894                     | alsómihályi lelkész, elhunyt 1897-ben |
| 4.      | Fejes István    | 1895–1898                     | sátoraljaújhelyi lelkész, a későbbi püspök |
| 5.      | Sárkány Imre    | 1898–1900                     | gálszécsi lelkész, elhunyt Gálszécsen, 1900. augusztus 16-án, 61 éves korában |
| 6.      | Hájzer Endre    | 1900. december – 1901. január | hardicsai lelkész. Meghalt 1901. január 21-én. |
| 7.      | Hatka József    | 1901–1921                     | bánóci lelkész |

Ungi
| Sorszám | Név          | Szolgálati idő | Megjegyzés |
| ------- | ------------ | -------------- | --- |
| 1.      | Kovács János | 1850–1855      | eszenyi lelkész                                                                                               |
| 2.      | Pazar József | 1855–1860      | szalókai, eszenyi lelkész                                                                                     |
| 3.      | Szabó András | 1860–1886      | csicseri lelkész                                                                                              |
| 4.      | Makay Dániel | 1886–1890      | ungvári lelkész, az Ung vármegyei takarékpénztár elnöke, ungvári városi képviselő, 70 évesen hunyt el újváron |
| 5.      | Szabó Endre  | 1890–1908      | csicseri lelkész                                                                                              |
| 6.      | Szűcs István | 1908–1923      | salamoni lelkész                                                                                              |

### A két világháború között és az 1952-es újraszervezésig
A vesztes I. világháború után Magyarország határai jelentősen átalakultak, és ez érintette az egyházmegyéket is, volt, amelyik teljes egészében, más pedig részben az újonnan létrehozott Csehszlovákiához került. Emiatt újra alkották az egyházmegyéket is, így jött létre a abaúji, gömör-tornai, felsőborsodi, alsóborsodi, alsózempléni.
Az 1938-as bécsi döntés értelmében Felvidék egy része visszakerült Magyarországhoz, erre a rövid időre visszaállításra került a 8 egyházmegye, majd újra elcsatolták őket.
Az egyházkerület 1952-ben beolvadt a tiszántúliba, így kialakult a Tiszavidéki egyházkerület majd 1957 elejétől helyreálltak a régi határok, de már az 1952. július 1-jén kialakult négy egyházmegyével, melyek a hevesi, borsodi, abaúji, zempléni. A 2000-ben Putnokon tartott egyházmegyei közgyűlésen döntés született arról, hogy az Egyházmegye nevét Borsod-Gömörre változtatják, kifejezve ezzel is a határon túliakkal való összetartozásukat.
- Abaúji

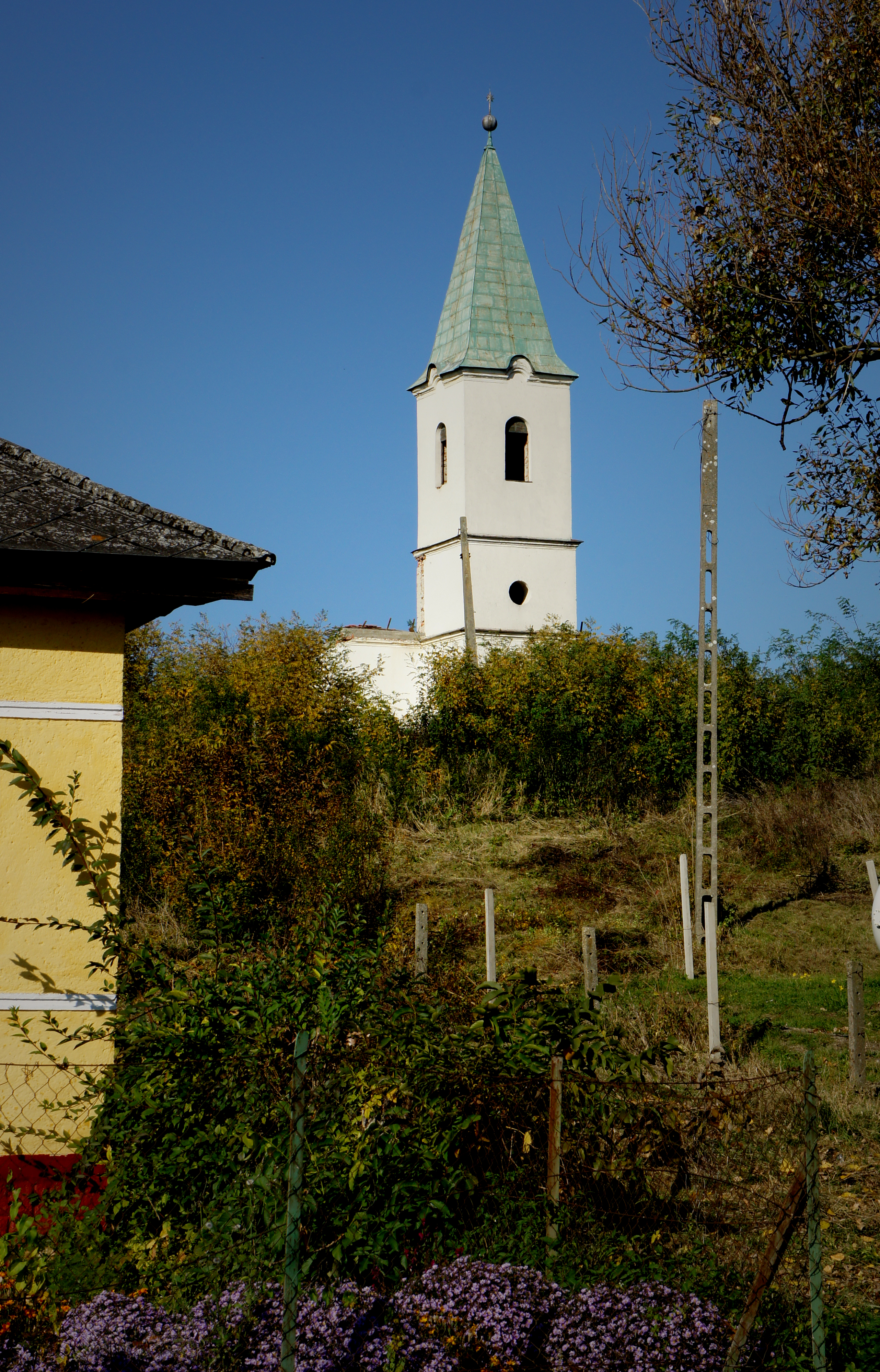
Csenyéte romokban heverő református temploma

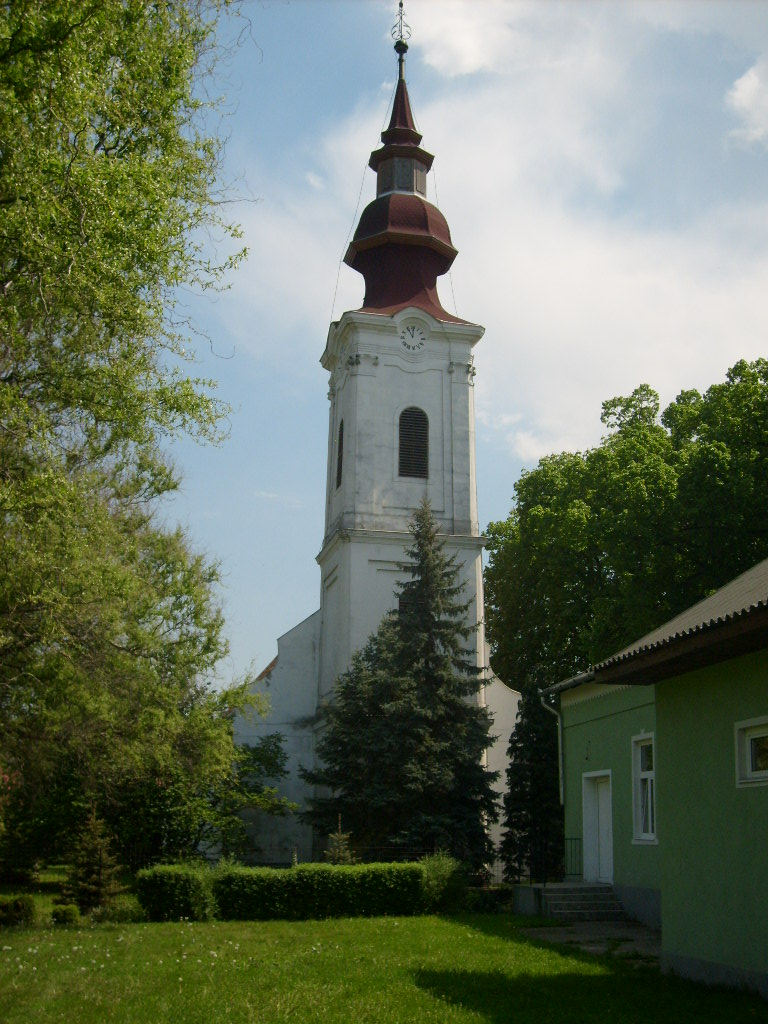
Református templom Sajóvelezden

1. Cziáky Endre, felsőcécei, abaújszántói lelkész (1921–1932)
2. Farkas Elek, gönci lelkész (1932-58), az újonnan alakított egyházmegye első esperese is egyben

- Gömör-tornai

A gömöri és tornai egyházmegyéknek Magyarország területén maradt egyházaiból 1921-re alakult, összesen 18 egyházzal. Egyházai 1939-ben ismét eredeti egyházmegyéikhez (úgymint gömöri és tornai) kerülvén vissza, megszűnt, és 1945 után sem éledt újra, egyházai a felsőborsodi egyházmegyéhez csatolták.
Esperesei:
1. Juhász László putnoki lelkész 1921–1934[94]
2. Hubay Kálmán zádorfalvi lelkész 1934–1939

A rövid időre önállósult egyházmegyék esperesei:
A tornai esperes: Kőszeghy Sándor tornagörgői lelkész
Gömöri esperesek (Dusza János pelsőci lelkész (1929–1935), Ablonczy Pál hanvai lelkész (1935–1938) Lenkei Lajos runyai, rimaszécsi lelkész (1938–), ki esperese maradt a teljessé vált egyházmegyének is.)
- Felsőborsodi

A bécsi döntések után neve nem változott, de elcsatolt területei visszakerültek. A trianoni határok visszaállítása után a korábbi, rövid életű gömör-tornai egyházmegye területei beolvasztásra kerültek a felsőborsodi egyházmegyébe.
Esperesei:
1. Elek József, sajóbábonyi lelkész (1921–1933)
2. Szentmártoni, Dániel borsodi lelkész (1933–1938)
3. Tóth János, sajóvelezdi lelkész (1938–1952), amikor addigi alakjában megszűnt az egyházmegye.

- Alsóborsodi

1950-ben különvált tőle a középborsodi egyházmegye, mely mindössze 2 évig létezett, esperesei teendőket az alsóborosdi esperes látta el.
1. Farkas István, miskolci lelkész (1922–1932)
2. Pósa Péter, miskolci lelkész (1932–1942)
3. Román Ernő, alsózsolcai lelkész (1942–1950)
4. Filep Gusztáv, mezőkeresztesi lelkész (1950–1952)

- Alsózempléni

1. Bartha József, vissi lelkész (1921–1923)
2. Kiss Ernő, sajóhidvégi, hernádnémeti, sátoraljaújhelyi lelkész (1923–1938)
3. Janka Károly, cigándi lelkész (1938–1940)
4. Janka Péter, nagyrozvágyi lelkész (1940–1952)

- A rövid ideig újra létrejött ungi egyházmegyének két esperese:

1. Szűcs István (1939–1940)
2. Újlaki Sándor bajánházai lelkész (1940–1945)